# Calisto tragius
Calisto tragius är en fjärilsart som beskrevs av Bates 1935. Calisto tragius ingår i släktet Calisto och familjen praktfjärilar. Inga underarter finns listade i Catalogue of Life.